# Miss Nation
Miss Nation (произнася се Мис Нейшън) е конкурс за красота. Подготовката за конкурса и короноването се провеждат в Дубай.
Той е първият консервативен конкурс без дефиле по бански костюм. В него не се допускат участнички с пластични корекции. Неговият слоган е „Остани себе си“. Гласуването за участничките става онлайн чрез платени и безплатни гласове.
Отначало участничките са 19, но „Мис Мароко“ е дисквалифицирана поради факта, че има пластични корекции. После „Мис Сърбия“ и „Мис Армения“ също са отстранени заради манипулация на вота.

## Българско участие
Българската представителка на конкурса е моделът Кристиана Рангелова. Организаторите на състезанието сами се свързват с нея в социалните мрежи.
На финала тя се класира на 3-то място, след представителките на Индия и Судан. Вече има предложение да представи България на друг международен конкурс.